# Comuna Herceg Novi
Comuna Herceg Novi (în muntenegreană Opština Herceg Novi) este o diviziune administrativă de ordinul întâi din Muntenegru. Reședința sa este orașul Herceg Novi.